# Чжан Шо
Чжан Шо (кит. трад. 張爍, упр. 张烁, пиньинь Zhāng Shuò); род. 17 сентября 1983, Пекин, КНР) — китайский футболист, нападающий. Также выступал за сборную Китая в период с 2003 по 2005 год.

## Карьера
Чжан Шо родился в городе Пекине, впоследствии перебрался в Тяньцзинь, где проходил обучение в академии клуба «Тяньцзинь Тэда». В 2002 году был переведён в главную команду клуба. В сезоне 2003 года становится игроком основного состава, проведя за сезон 26 игр и забив 6 голов. Оставался игроком основного состава до конца своей карьеры в «Тяньцзинь Тэда». Всего за клуб провёл 131 матч и забил 31 гол.
В марте 2010 года подписал контракт с клубом Индонезийской Суперлиги «Персик Кедири». За полгода провёл 10 матчей и забил 3 мяча.
В июле 2010 года становится игроком клуба «Ньюкасл Джетс», выступающего в А-Лиге. Игра Чжана оставляла желать лучшего и зимой 2011 года клуб расторг контракт с игроком.
Чжан Шо возвращается в Китай, где становится игроком клуба Первой лиги «Шэньчжэнь Феникс» (позднее переименован в «Гуанчжоу Фули»). В первом сезоне провёл 22 матча, забил 8 голов и помог клубу добиться права выступать в Китайской Суперлиге.

### Международная карьера
Благодаря удачным выступлениям в сезоне 2003 Чжан был вызван в сборную Китая на товарищеский матч со сборной Чили (0:0). После нескольких товарищеских матчей был вызван в сборную для участия в чемпионате Восточной Азии. Первый гол за сборную забил 3 июля 2004 года в товарищеском матче со сборной Ливана (6:0).

## Достижения
- Третье место чемпионате Восточной Азии: 1 (2003)[8]
- Второе место Первая лига Китая: 1 (2011)
- Третье место Китайской Суперлиги: 1 (2014)